# 大坂金助

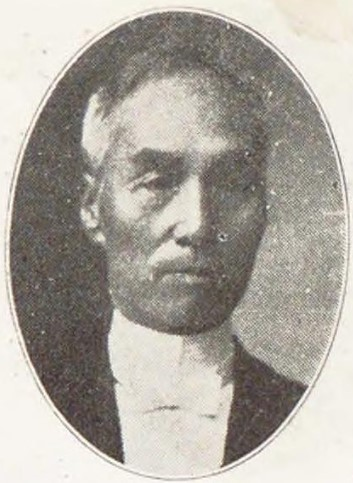
大坂金助

大坂 金助（おおさか きんすけ、1845年11月26日〈弘化2年10月27日〉 - 1925年〈大正14年〉3月12日）は、日本の政治家（貴族院議員、衆議院議員、青森市会議員）、青森県の大地主、醸造家、青森県多額納税者、資産家、実業家。青森商業会議所会頭。族籍は青森県平民。

## 経歴
陸奥国津軽郡蜆貝村（現・青森県青森市）出身。大坂彌吉の長男。漢学を修めた。幼くして両親と死別して孤児となった。一時ヤクザの世界に身を置いた。塩町に貸座敷・大金楼を開業した。のち酒造業、質屋を開いた。清酒醸造兼金銭貸付業を営んだ。
青森商業銀行、青湾貯蓄銀行、青森電燈会社、青森瓦斯会社などを設立した。青森商業銀行、青湾貯蓄銀行各頭取、青森電燈、青森倉庫、青森瓦斯各社長、青湾貯蓄銀行、歌舞伎座各取締役などをつとめた。
1908年5月、第10回衆議院議員総選挙に青森市選挙区から出馬して当選。立憲政友会に所属。1915年3月の第12回総選挙でも当選し、衆議院議員を通算二期務めた。また、1918年12月26日、貴族院多額納税者議員に任じられ、1920年8月24日に辞職した。

## 人物
身を微賤より起こし一代にして巨万の富を造り青森市の有力者となった。貴族院多額納税者議員選挙の互選資格を有する。直接国税総納額は、1890年出版の『帝国議会議員選挙者名鑑』によると「507円94銭1厘」、1925年6月1日現在は「8514円73銭」である。住所は青森県青森市大町（現本町）。

## 栄典
- 1937年6月3日 - 紺綬褒章[18]
  - 1934年8月、青森県立青森中学校へ歩兵銃購入資金として金1千5百円並図書館一棟付属書庫共及び金2千円を寄付する[18]。

## 家族・親族
大坂家
- 父・彌吉（青森平民）[7][9]
- 養女・きの（1861年 - ?、青森平民・其田永吉の三女）[7]
- 孫
  - 金四郎（1894年 - ?、離縁養子・金次郎[2][9]、あるい金次[7]の長男）
  - 一郎（1898年 - ?、養子・吉彌の養子）[7][9]
- 曾孫[9]